# Liacarus coronatus
Liacarus coronatus är en kvalsterart som först beskrevs av Golosova och Ljashchev 1984.  Liacarus coronatus ingår i släktet Liacarus och familjen Liacaridae. Inga underarter finns listade i Catalogue of Life.